# Fırat Pozan
Fırat Pozan (Elazığ, 19 de noviembre de 1989) es un deportista turco que compite en taekwondo. Ganó tres medallas de bronce en el Campeonato Europeo de Taekwondo entre los años 2005 y 2012.

## Palmarés internacional
| Campeonato Europeo | Campeonato Europeo       | Campeonato Europeo | Campeonato Europeo |
| Año                | Lugar                    | Medalla            | Categoría          |
| ------------------ | ------------------------ | ------------------ | ------------------ |
| 2005               | Riga (Letonia)           | Medalla de bronce  | –54 kg             |
| 2008               | Roma (Italia)            | Medalla de bronce  | –58 kg             |
| 2012               | Mánchester (Reino Unido) | Medalla de bronce  | –58 kg             |